# 235 (szám)
A 235 (római számmal: CCXXXV) egy természetes szám, félprím, az 5 és a 47 szorzata; középpontos háromszögszám.

## A szám a matematikában
A tízes számrendszerbeli 235-ös a kettes számrendszerben 11101011, a nyolcas számrendszerben 353, a tizenhatos számrendszerben EB alakban írható fel.
A 235 páratlan szám, összetett szám, azon belül félprím, kanonikus alakban az 51 · 471 szorzattal, normálalakban a 2,35 · 102 szorzattal írható fel. Négy osztója van a természetes számok halmazán, ezek növekvő sorrendben: 1, 5, 47 és 235.
A 235 középpontos háromszögszám. Hétszögszám. Előállítható három prímszám összegeként: 73 + 79 + 83 = 235.
Smarandache–Wellin-szám.
A 235 négyzete 55 225, köbe 12 977 875, négyzetgyöke 15,32971, köbgyöke 6,17101, reciproka 0,0042553. A 235 egység sugarú kör kerülete 1476,54855 egység, területe 173 494,45429 területegység; a 235 egység sugarú gömb térfogata 54 361 595,7 térfogategység.
A 235 helyen az Euler-függvény helyettesítési értéke 184, a Möbius-függvényé 1, a Mertens-függvényé 0.